# Captain America (téléfilm)
Pour les articles homonymes, voir Captain America (homonymie).
Série
Captain America 2
(1979)
Pour plus de détails, voir Fiche technique et Distribution.
Captain America est un téléfilm américain réalisé par Rod Holcomb diffusé le 19 janvier 1979 à la télévision sur CBS.

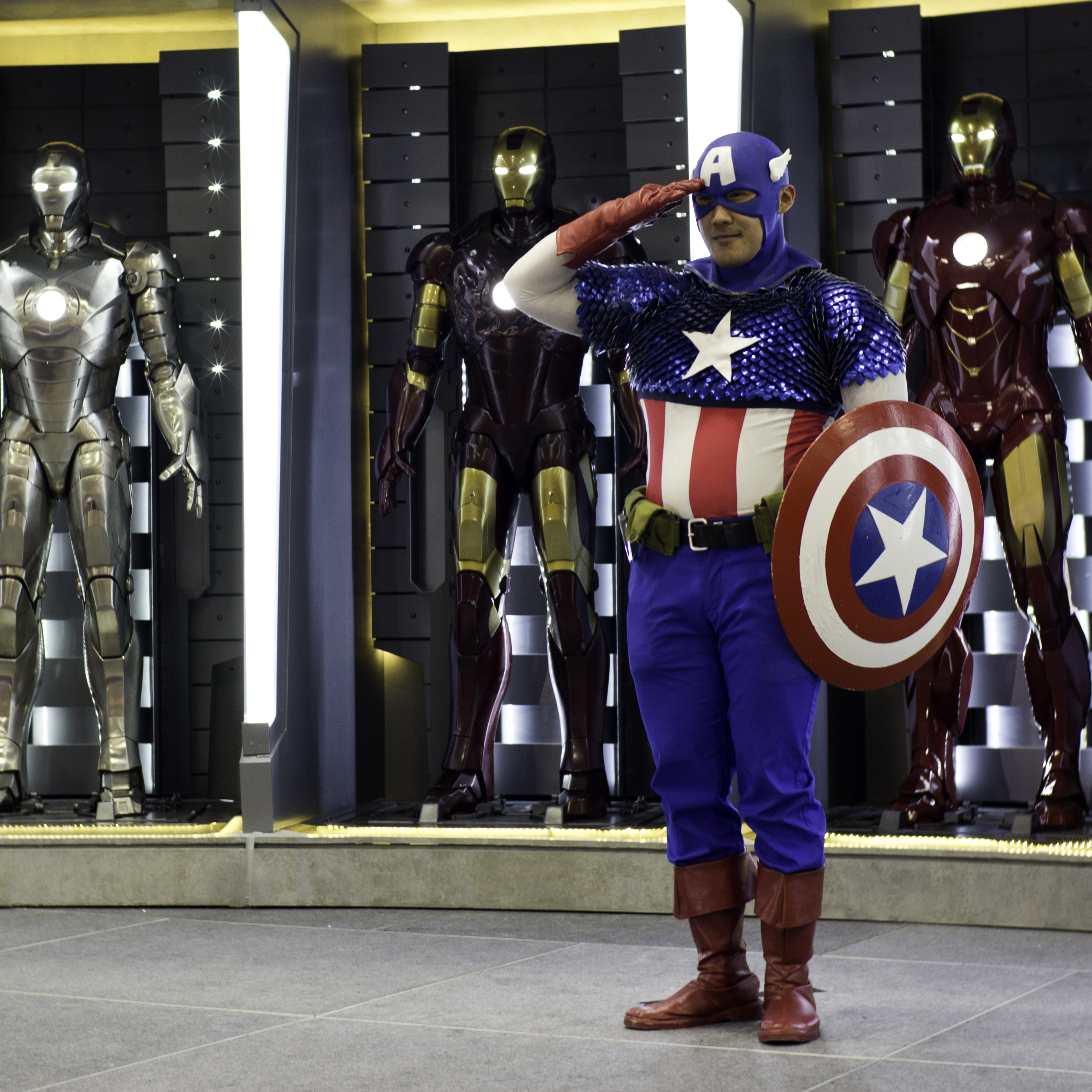
captain America,film américain

Une suite intitulée Captain America 2 fut diffusée le 23 novembre 1979 toujours sur la même chaîne.

## Synopsis
À la suite d'un accident de moto, l'ex-marine Steve Rogers se voit injecter un sérum expérimental appelé F.L.A.G. (Full Latent Ability Gain) par le professeur Simon Mills, un ami de son père décédé. Le produit lui sauve la vie mais le dote de capacités hors normes (force musculaire et vitesse impressionnante). Mills le recrute au service de la NSL (National Security Laboratories). Sa première mission est de contrecarrer les plans de Lou Brackett, un millionnaire qui veut faire main basse sur la Californie en faisant un chantage à la bombe nucléaire. Mills l'équipe d'une moto perfectionnée avec de nombreux gadgets pour retrouver l'arme convoyée dans un camion frigorifique...

## Fiche technique
- Titre original : Captain America
- Titre alternatif : Captain America - Sentinel of Liberty
- Titre français : Captain America
- Réalisation : Rod Holcomb
- Scénario : Don Ingalls et Chester Krumholz inspiré du personnage créé par Jack Kirby et Joe Simon.
- Direction artistique : Louis Montejano
- Montage : Michael S. Murphy
- Directeur de la photographie : Ronald W. Browne
- Distribution : Joseph Z. Reich
- Musique : Pete Carpenter et Mike Post
- Création des costumes : Charles Waldo et Ron Archer
- Producteurs : Allan Balter et Martin M. Goldstein
- Pays d'origine : États-Unis
- Format : Couleurs - 35 mm - Son mono - 1.33 Plein écran
- Genre : Aventure, action
- Durée : 97 minutes
- Dates de sortie :  États-Unis : 
  - 19 janvier 1979 (télévision)
  - Inédit en France

## Distribution
- Reb Brown : Steve Rogers / Captain America
- Len Birman : Dr Simon Mills
- Heather Menzies : Dr Wendy Day
- Robin Mattson : Tina Hayden
- Joseph Ruskin : Rudy Sandrini
- Lance LeGault : Harley
- Frank Marth : Charles Barber
- Steve Forrest : Lou Brackett
- Chip Johnson : Jerry
- James Ingersoll : Lester Wiant
- Jim B. Smith : Agent du F.B.I.
- Jason Wingreen : Docteur
- June Dayton : Secrétaire
- Diana Webster : Infirmière
- Dan Barton : Jeff Haden

## Sortie DVD
- France :

L'éditeur Elephant Films a sorti ce téléfilm dans un coffret 2 DVD avec Captain America 2 intitulé "Captain America - Steve Rogers Chronicles" le 15 avril 2015. En bonus un entretien exclusif avec Xavier Fournier, rédacteur en chef du magazine Comic box et spécialiste de Marvel. Les copies sont au format d'origine en version originale sous-titrée pour ce téléfilm.